# Stade Maître Kira
Het Stade Maître Kira is een voetbalstadion in de Malagassische stad Toliara. Het stadion biedt plaats aan 5.000 toeschouwers, AS Somasud speelt haar thuiswedstrijden in dit stadion.